# Быков, Александр Михайлович (медик)
Александр Михайлович Быков (1 (13) августа 1820 — 17 [29] сентября 1897, Варшава) — доктор медицины, профессор, начальник Императорской Военно-медицинской академии. Действительный тайный советник (1890); почётный член ВМА, Кавказского медицинского общества, Виленского медицинского общества; член-корреспондент Египетского института в Каире.

## Биография
Родился 1 (13) августа 1820 года.
В 1846 году окончил Императорскую медико-хирургическую академию и получил назначение врачом в пехотный полк; с 1848 года — врач-ординатор Варшавского госпиталя; принял участие в Венгерском походе 1849 года. Затем был главным доктором киевского подвижного военного госпиталя, участвовал в Крымской кампании (1853—1856). С 1856 года — старший доктор главной квартиры 1-й армии, в 1858 году был назначен врачом русской миссии в Константинополе.
С 1863 года — главный врач Виленского военного временного госпиталя, с 1864 года — помощник медицинского инспектора, а с 1866 года — медицинский инспектор Виленского военного округа; 30 августа был произведён в действительные статские советники.
В 1868 году был назначен вице-директором Военно-медицинского департамента и помощником начальника ГВМУ.
В течение 15 лет — с 1875 по 1890 год — руководил Императорской Военно-медицинской академией; с 17 апреля 1875 года — [тайный советник]. Он занял должность начальника академии в критический момент, когда революционное народничество парализовало нормальный ход учебных занятий, многие студенты были арестованы, а некоторые (Н. И. Кибальчич), казнены. Однако он сумел овладеть ситуацией, проявив высокие человеческие качества и успешную организаторскую работу. При его деятельном участии было подготовлено и реализовано «Временное положение об академии» (1881) и осуществлено преобразование медико-хирургической академии в военно-медицинскую. Преобразования, происходившие в академии, касались сокращения числа учащихся, временного закрытия первых двух курсов, а также соответствующих кафедр (1880—1884). Изменилось прежнее отношение к учащимся, введена более строгая субординация, урезаны права конференции. Реализация «Положений» (1881 и 1890) обусловила увеличение количества кафедр и предметов преподавания, реорганизацию ряда кафедр, в 1883 году было ликвидировано ветеринарное отделение. Стали ежегодно издаваться «Протоколы заседаний конференции» академии. Ее студенты и профессора участвовали в борьбе с эмидемическими заболеваниями и в русско-турецкой войне. Были разработаны требования к институту приват-доцентов. Изменен порядок проведения полукурсовых, переводных и выпускных экзаменов; отлично окончившими курс стали считать получивших на выпускных экзаменах более половины весьма удовлетворительных оценок. Увеличено число врачей, оставляемых при академии для научного усовершенствования, установлено двухгодичное прикомандирование к академии врачей для усовершенствования в медицинских науках и военно-полевой хирургии (1884, 1888). Улучшилось материальное положение студентов старших курсов в связи с переводом из университетов в академию стипендий военного и морского ведомств (1881) и увеличением размеров стипендий, восстановлением деятельности Общества для пособия нуждающимся студентам академии (1886). При содействии А. М. Быкова были выделены ассигнования на строительство клиники душевных и нервных болезней, ремонт клинического военного госпиталя.
Был уволен со службы по прошению ввиду болезни 7 октября 1890 года. Умер в Варшаве 17 (29) сентября 1897 года и похоронен в Санкт-Петербурге на Георгиевском кладбище на Большой Охте.

## Награды
российские:
- орден Св. Анны 2-й ст. с императорской короной (1855)
- орден Св. Владимира 4-й ст. (1864)
- орден Св. Владимира 3-й ст. (1867)[6]
- орден Св. Станислава 1-й ст. (1869)
- орден Св. Анны 1-й ст. (1871; императорская корона к ордену — 1873)
- орден Св. Владимира 2-й ст. (1880)
- орден Белого орла (1883)
- орден Св. Александра Невского (30.08.1886)

турецкие:
- орден Меджидие 3-й ст. (1864)
- орден Османие 3-й ст. (1867)

Имел медали: за Венгерскую кампанию, за защиту Севастополя, бронзовую в память войны 1853—1856 гг., за усмирение польского мятежа.